# Julius Helmstädter
Julius Helmstädter (* 17. Juli 1879 in Pforzheim; † 11. Februar 1945 im KZ Dachau) war ein deutscher Politiker (SPD).

## Leben
Geboren am 17. Juli 1879 in Pforzheim, kam Julius Helmstädter schon in jungen Jahren nach Edingen bei Mannheim. Sein Vater war Zigarrenmacher, er selbst wurde Maurer. 1907 gehörte er zu den Gründungsmitgliedern der SPD in Edingen. Hier rückte er 1913 als zweiter Sozialdemokrat in den Edinger Gemeinderat ein, dem er anschließend 20 Jahre lang, bis 1933, ununterbrochen angehörte. Im Ersten Weltkrieg war er Soldat. 1919 wurde er Vorsitzender des Ortsvereins Edingen und auch hier markierte die Machtergreifung Hitlers das Ende.
Als sich 1920 die USPD von der SPD abspaltete, und viele Mitglieder hin- und hergerissen waren, konnte er die Partei weitgehend zusammenhalten und die Zurückkehrenden nach der Wiedervereinigung 1923 integrieren, wobei sie ihre alten Ämter zurückbekamen.
1902 bis 1904 war Helmstädter Vereinsvorsitzender der „Schwerathleten-Abteilung“, die 1913 in der „Fortuna“ Edingen aufgegangen ist, außerdem war er Mitglied im „Arbeitergesangverein Vorwärts“.
1929 kandidierte er ohne Erfolg für den badischen Landtag, rückt dann aber 1932 für den verstorbenen Bernhard Gehweiler in das Landesparlament nach. Helmstädter erlebte dort allerdings nur noch den Niedergang der Demokratie und den Beginn der NS-Diktatur. Seine Verfolgung begann bereits kurz nach der Machtergreifung der Nazis, als er sich am 14. März 1933 nur durch Flucht kurz vor einer Gemeinderatssitzung der Verhaftung entziehen konnte. Eine Irrfahrt begann, immer auf der Hut vor den Schergen der Nationalsozialisten. Er fand Unterschlupf bei seinem Sohn Fritz in Stuttgart, seiner Tochter Hermine in Mannheim, bei weiteren Verwandten in Heppenheim und schließlich bei seiner Schwester in Maudach, wo er dann im Oktober 1933 verhaftet wurde. Erst durch die heftige Intervention seines Sohnes kam er nach sechs Wochen wieder frei. „Jetzt dauert es nicht mehr lange, dann gibt es Krieg“, noch gut erinnert sich seine Tochter Hermine Hofmann an die Worte ihres Vaters, als er wieder heim kam. Und: „Vater hat wieder als Maurer geschafft.“ Julius Helmstädter wurde sowohl beruflich als auch privat wegen seiner politischen Haltung ständig beobachtet. Aber er war und blieb Sozialdemokrat.

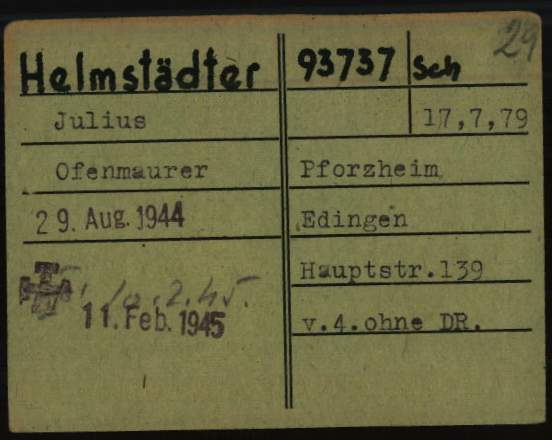
Registrierungskarte von Julius Helmstädter als Gefangener in nationalsozialistischen Konzentrationslager Dachau

Nach dem gescheiterten Attentat auf Hitler 20. Juli 1944 kam der Himmler-Erlass heraus, alle verdächtigten Personen (über 5.000 Regimegegner im ganzen Reich) sollten verhaftet werden. Julius Helmstädter wurde im Zuge der „Aktion Gitter“ verhaftet, zuerst im Gefängnis in Mannheim inhaftiert und dann ab dem 29. August 1944 wie 14 frühere sozialdemokratische und kommunistische Stadtverordnete aus Pforzheim im Konzentrationslager Dachau eingesperrt, wo er als schwer herzkranker besonderen Gefahren ausgesetzt war. Julius Helmstädter starb am 11. Februar 1945 im Konzentrationslager Dachau unter unbekannten Umständen kurz vor Kriegsende bzw. der Befreiung.

## Familie
Unter den Nachkommen von Julius Helmstädter sind sein Sohn Fritz Helmstädter und sein Enkel Wilfried Helmstädter, beide SPD-Politiker. Die Nachkommen seines Sohns Ferdinand leben noch heute in Edingen-Neckarhausen. Seine Tochter Hermine gehörte nach dem Zweiten Weltkrieg elf Jahre dem Edinger Gemeinderat an.

## Gedenken
- Auf dem Edinger Friedhof erinnert ein Mahnmal an Julius Helmstädter. Der Gedenkstein wurde am 17. Juli 1949 feierlich eingeweiht. Die Inschrift lautet: „Die Freiheit war’s, wofür er musste enden, die Freiheit, die wir beginnen zu vollenden.“
- Julius Helmstädter gehört zu jenen Abgeordneten, denen im 2004 erstmals aufgelegten Gedenkbuch des Landtages von Baden-Württemberg gedacht wird.[2]
- Seit dem 14. November 2022 erinnert der erste Stolperstein der Gemeinde Edingen-Neckarhausen in der Hauptstrasse 139 an Julius Helmstädter. Bereits im Oktober 2021 wurde ihm der Uferweg entlang des Neckars unterhalb des Rathauses der Gemeinde gewidmet.